# 二硒化铂
二硒化铂是一种无机化合物，化学式为PtSe2。它是层状物质，可以分成薄层至三原子厚的单层。厚度不同，PtSe2可以展现出半金属或半导体特性。
二硒化铂在自然界中以硒铂矿（Sudovikovite）的形式存在，该矿以俄罗斯石油学家N.G. Sudovikov（1903 - 1966）命名。矿石的硬度在2到2.5之间。硒铂矿发现于俄罗斯卡累利阿共和国的Zaonezhie半岛的Velikaya Guba铀钒矿床的Srednyaya Padma矿区中。

## 制备
在1909年，Minozzi第一个报道了通过相应的元素单质制备二硒化铂。
将铂薄箔在400℃时与硒蒸气加热可以得到二硒化铂。
铂的111晶面暴露于硒蒸气中，270℃可以形成单层PtSe2.
除了这些硒化法外，PtSe2也可以通过在水溶液中用硒化氢处理Pt(IV)得到，或者是加热四氯化铂和硒的混合物。

## 性质
二硒化铂的晶体结构为CdI2，形成的是层状结构。每个单层有铂原子中心，硒原子在铂的上方和下方。这种结构也称为“1T”，属于三角晶系。每层仅由弱键结合在一起，因此可以将片剥离为双层或单层。
块状的PtSe2是半金属材料，单层是半导体材料。块状材料的电导率为620,000 S/m。
XPS光谱显示了在Pt 4f处有72.3eV的峰，在Pt 5p3/2有55.19和54.39eV的峰；Se 3d3/2和3d5/2分别有55.19和54.39eV的峰。
声子振动由红外活性A2u（Se在Pt面外振动）、Eu（层振动，Se相对于Pt）和拉曼活性A1g（Se顶部和底部原子沿相反方向205cm-1移动）、Eg（在平面Se原子相对于顶部和底部移动175cm−1）。在拉曼光谱中，当测量与入射光线垂直偏振的受激发射时，A1g被减弱。堆叠更多的层时，Eg模式发生红移。（双层材料为166cm−1，块状材料为155cm−1）。当厚度变化时，Alg排放仅略有变化。
对于单层，带隙为1.2eV（计算值），双层的为0.21eV（计算值）。对于三层或更厚的物质，会失去一个带隙并变为半金属性质。
PtSe2可以在特定气体（如二氧化氮）存在下改变其电导性。在几秒钟内，NO2吸附在PtSe2材料的表面，降低了电阻。当气体不存在时，大约一分钟内会回到高电阻的状态。PtSe2的塞贝克系数为40 μV/K。
虽然二硒化铂是非磁性的，但是当存在高达10%的铂空位并且其被置于5％的应变下时，它预计将变为铁磁性。
二硒化铂的单层显示螺旋旋转纹理，对诸如此类的中心对称材料来说，这一性质并不是我们想要的。这个性质可能是由于局部偶极诱导的拉什巴效应，这意味着PtSe2是潜在的自旋电子材料。

## 化学反应
目前已知的是水和氧在室温下仅与二硒化铂发生物理吸附，所对应的能量分别为−0.19 eV和−0.13 eV，远低于室温下发生反应所需的能量。